# اینکپن
اینکپن (به انگلیسی: Inkpen) یک روستا و محله مدنی در بریتانیا است که در بارکشر غربی واقع شده‌است. اینکپن ۱۲٫۹ کیلومتر مربع مساحت و ۸۵۵ نفر جمعیت دارد.